# Ubaldo Ranzi
Ubaldo Ranzi (ur. 18 lipca 1970 w Templecombe) – włoski bobsleista i dziesięcioboista, złoty medalista mistrzostw świata.

## Kariera
Największy sukces w karierze osiągnął w 1993 roku, kiedy wspólnie z Güntherem Huberem i Enrico Costą zwyciężył w dwójkach podczas mistrzostw świata w Cortinie d’Ampezzo. Po pierwszym ślizgu w tych zawodach Ranzi zastąpił kontuzjowanego Costę. Był to jednak jego jedyny medal wywalczony na międzynarodowej imprezie tej rangi. Poza tym zdobył także srebrny medal w dwójkach na mistrzostwach Europy w Cortinie d’Ampezzo. Nigdy nie wystąpił na igrzyskach olimpijskich.